# Тавароне, Ладзаро
Ладзаро Тавароне (итал. Lazzaro Tavarone; 1556, Генуя — 1641, Генуя) — итальянский живописец эпохи позднего Возрождения и маньеризма, работавший в основном в родной Генуе и в Испании.

## Биография
Ладзаро был учеником генуэзского художника-маньериста Луки Камбьязо в Генуе. В 1583 году он отправился с ним в Испанию для работы при дворе короля Филиппа II.
После смерти учителя в 1585 году он вместе с Орацио, сыном Камбьяазо, Фабрицио Кастелло и Николой Гранелло работал над оформлением королевских апартаментов в Эскориале в Мадриде (фрески в зале Батальяс). В 1592 году Джулио Спинола, в то время посол Филиппа II в Италии, заказал Тавароне оформление интерьеров его дворца Спинола на Страда Нуова в Генуе.
Затем Джанандреа Дориа, с которым он познакомился в Мадриде, поручил художнику росписи виллы в Пелье, ранее принадлежавшей Адамо Чентурионе, которую он унаследовал в 1590 году. В 1606—1608 годах Ладзаро Тавароне украшал морской фасад дворца Сан-Джорджо в Генуе, используя сложную иконографию, продиктованную заказчиками.
В конце первого десятилетия XVII века художнику начинают поступать религиозные заказы: в 1612 году он расписывал фресками свод пресвитерия базилики Санта-Мария-делле-Винье: «Прославление Девы Марии», «Обручение Девы Марии» и «Обрезание Иисуса». Эти фрески свидетельствуют об отходе от стиля Камбьязо за счет использования реалистических фигурных вставок и акцентирования повествовательных элементов.
В 1614 году Ладзаро выполнил росписи виллы Джакомо Салуццо «Парадизо» в Альбаро; этот цикл представляет декоративную программу, насыщенную аллегорическими фигурами и сложным смысловым подтекстом, что можно увидеть, например, в росписи свода зала с изображением Алессандро Фарнезе, покоряющего Антверпен.
Датировка цикла фресок с колумбовым сюжетом во дворце Франческо де Феррари (ныне дворец Белимбау) напротив базилики Сантиссима-Аннунциата-дель-Вастато является спорной.
Цикл в палаццо Никола Гримальди в Вико Сан-Лука датируется 1615 годом. За этой работой последовало оформление залов на двух знатных этажах Палаццо Спинола-ди-Пелличерия (Генуя), выполненное по заказу первого владельца Франческо Гримальди Кавальерони.
В 1622 году в соборе Сан-Лоренцо в Генуе художником были выполнены две фрески: в апсиде — «Суд над святым Лаврентием Мучеником», где святой указывает префекту Валериану на бедняков, и в своде пресвитерия — «Мученичество святого Лаврентия». В 1626 году Ладзаро Тавароне написал большую фреску «Тайная вечеря» в Оспедале Памматоне в Генуе, которая была снята при сносе старого здания и помещена в правом нефе собора Святого Лаврентия. В 1627—1634 годах Тавароне активно, хотя и с трудом, работал в оратории братства святых Назарио и Сельсо в Мультедо в соответствии с обязательством, принятым в 1604 году.
Ранее Тавароне приписывали картину «Мадонна дель Кармине со святыми Лаврентием и Иоанном Крестителем», ныне находящуюся в базилике Санта-Мария-ди-Назарет в Сестри-Леванте, но при реставрации обнаружилась подпись Франческо Мерано (1619—1657).
Дату смерти Тавароне, его биограф Сопрани относит к 1641 году. Однако, скорее всего, это произошло не позднее 1640 года, поскольку 26 ноября 1640 года его душеприказчики просили отсрочить продажу дома на шесть месяцев.

## Галерея

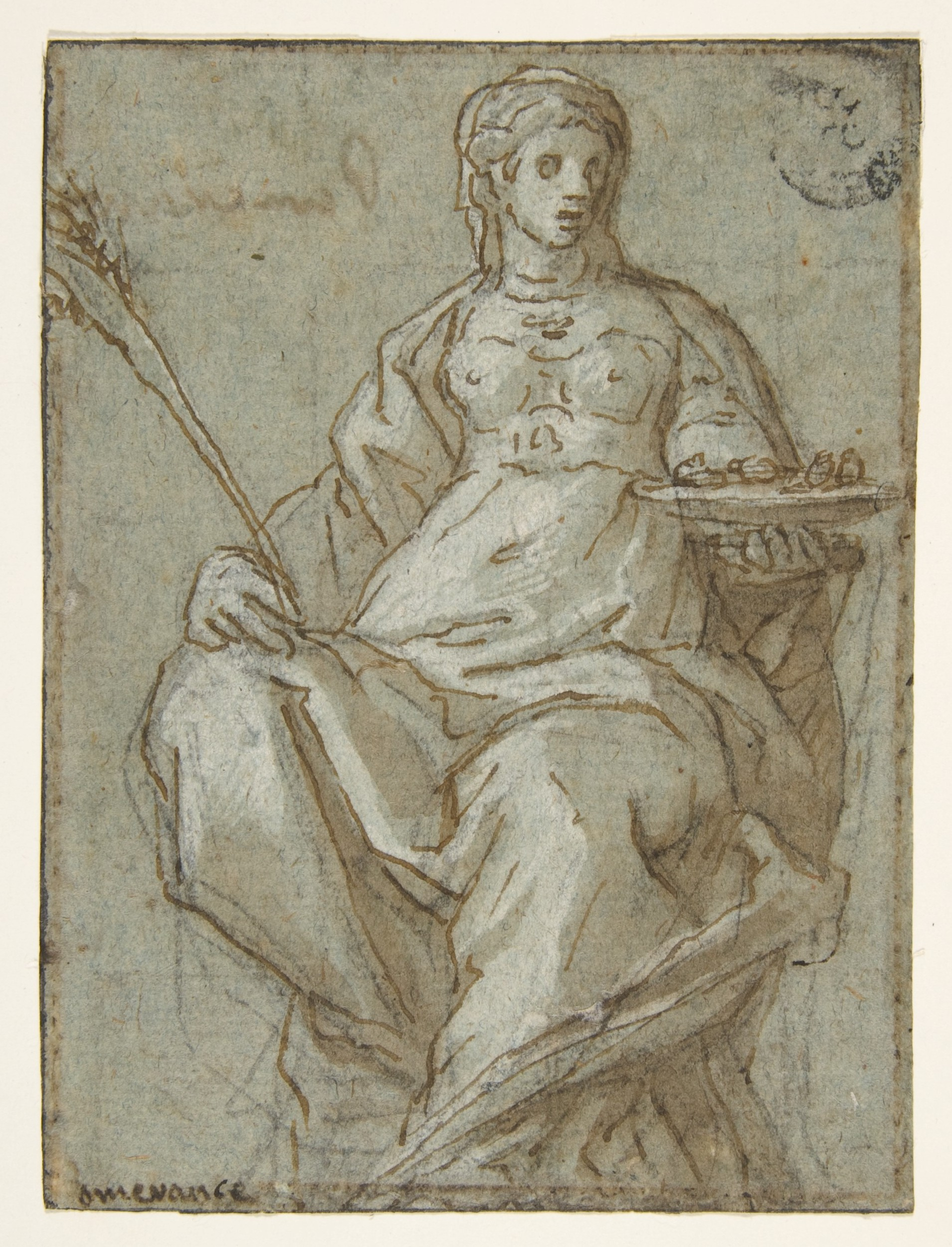
Aллегорическая фигура, держащая ветвь и тарель. Между 1556 и 1641. Тонированная бумага, перо, кисть, сепия, белила. Метрополитен-музей, Нью-Йорк
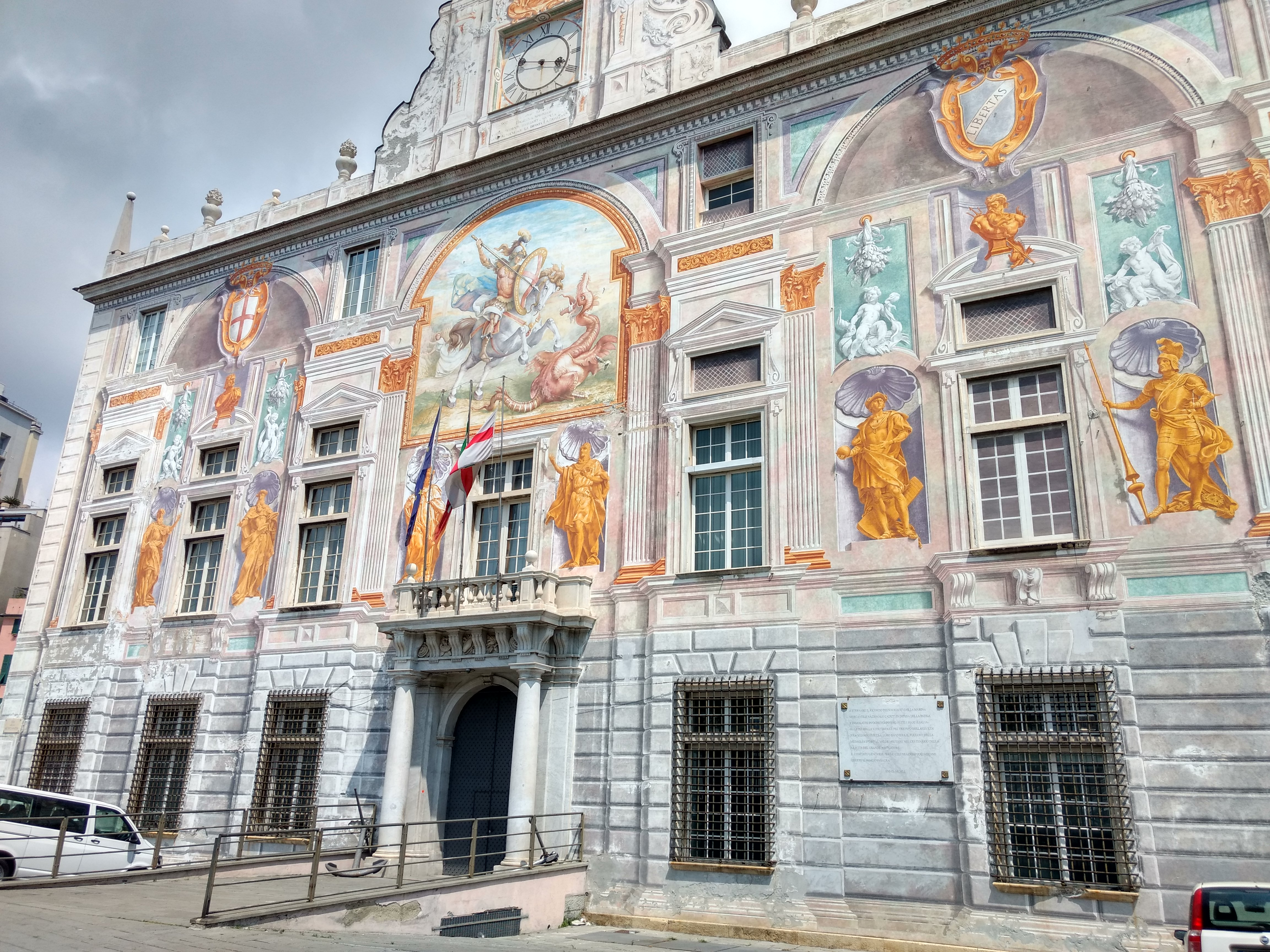
Палаццо Сан-Джорджо, Генуя. Росписи фасада. 1606–1608
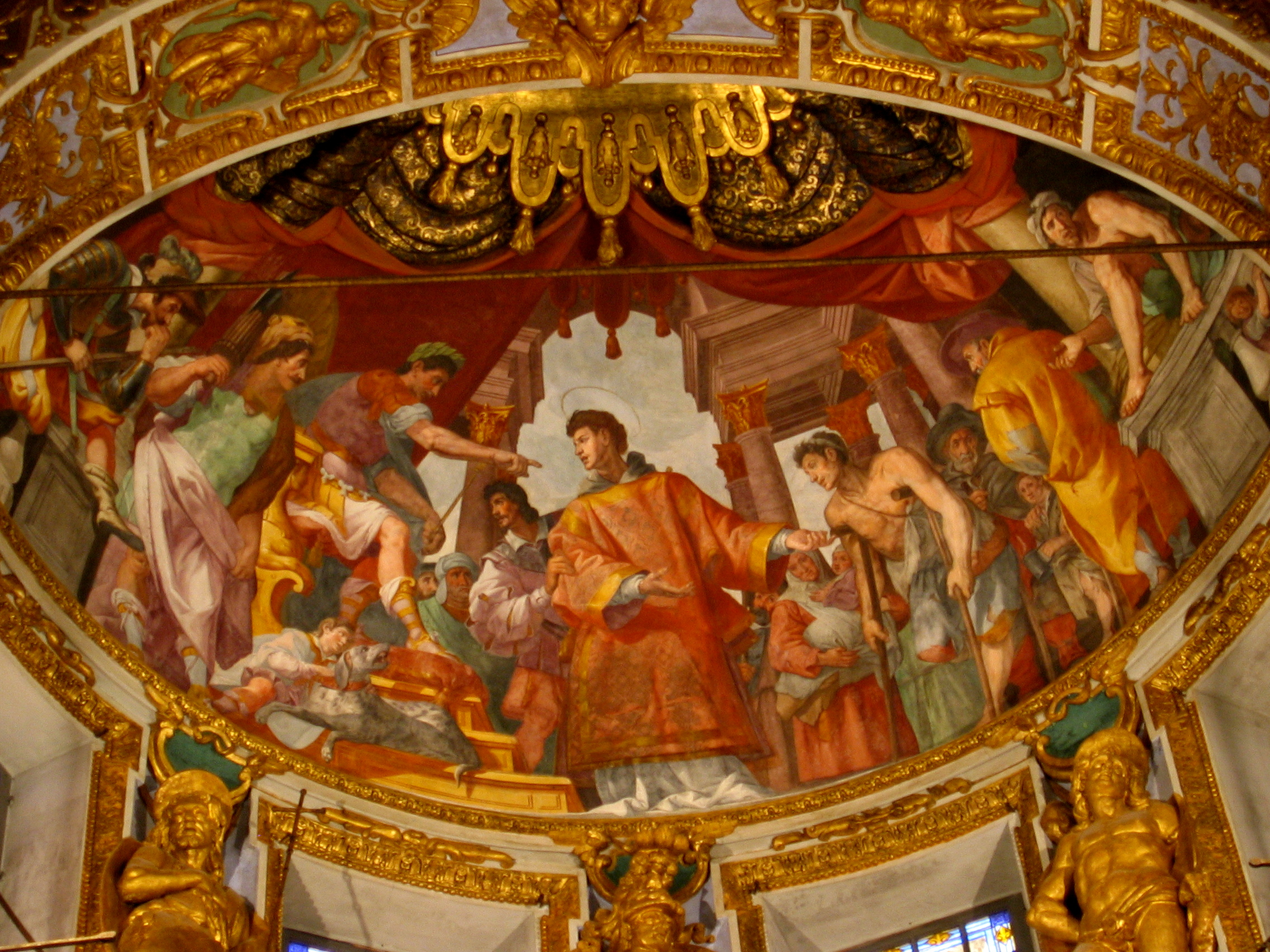
Суд над святым Лаврентием Мучеником. 1622. Роспись конхи апсиды Собора Сан-Лоренцо, Генуя
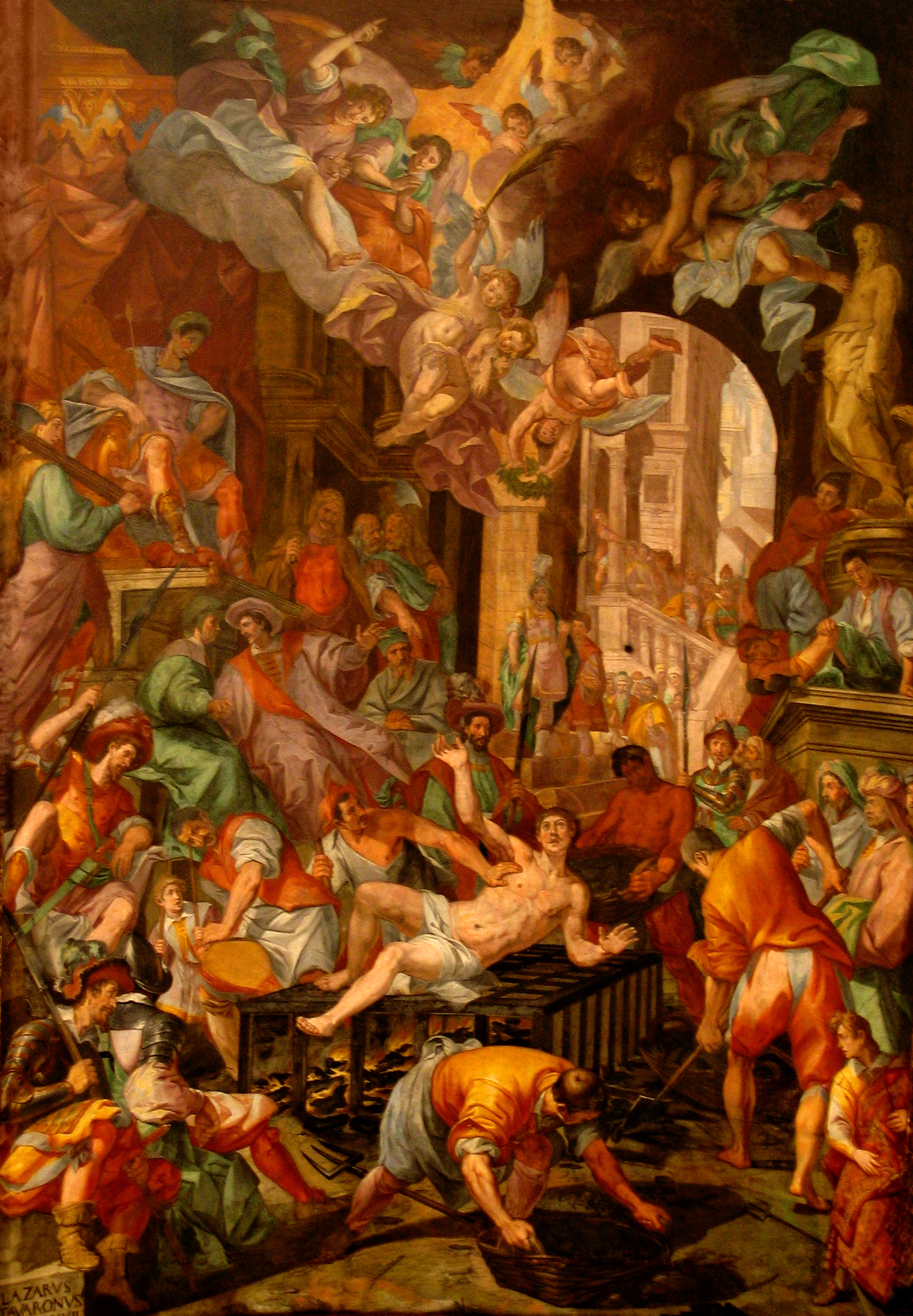
Мученичество Святого Лаврентия. 1622. Роспись свода пресбитерия Собора Сан-Лоренцо, Генуя
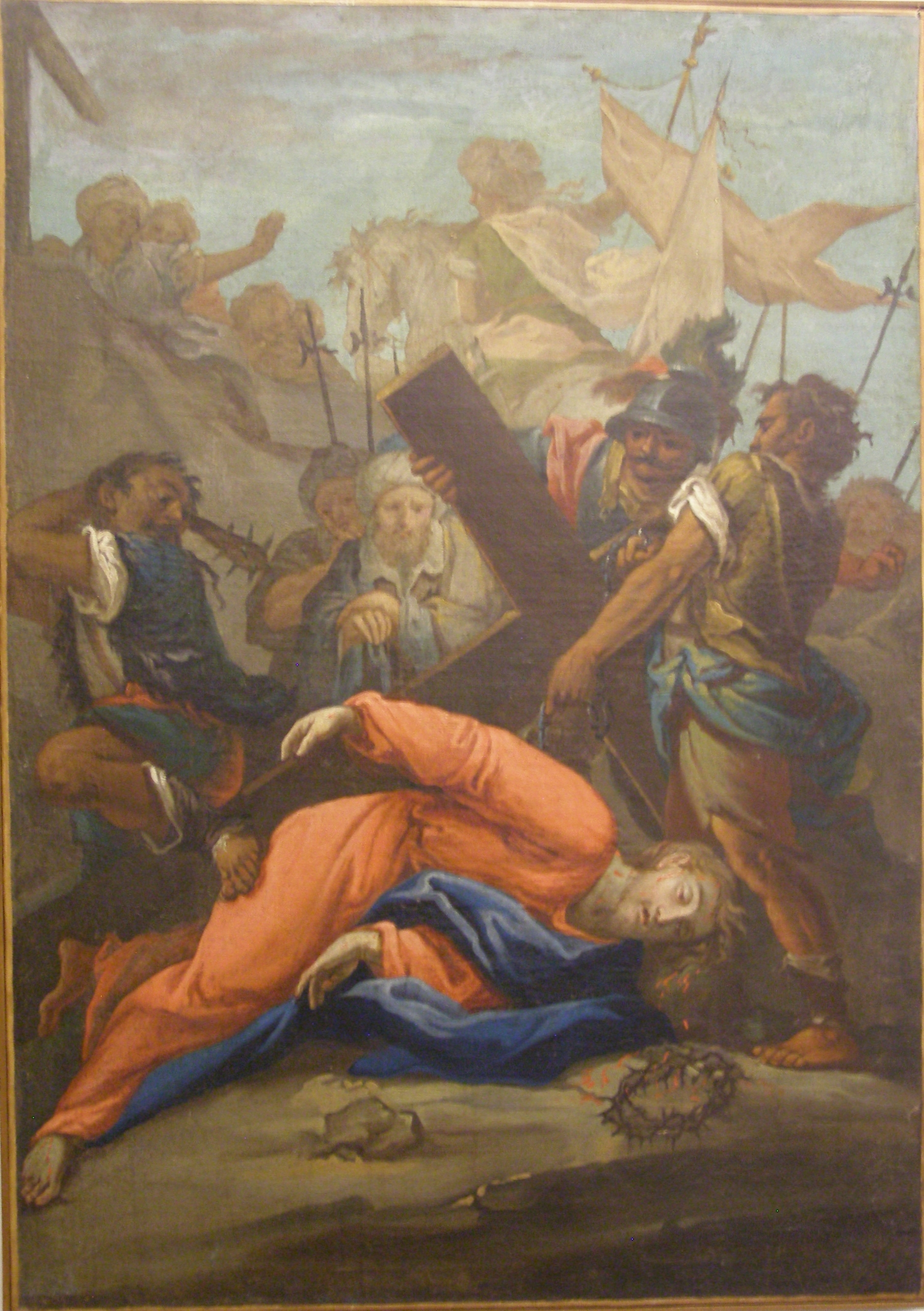
Христос падает под тяжестью креста. Холст, масло. Палаццо Бьянко, Генуя [6].
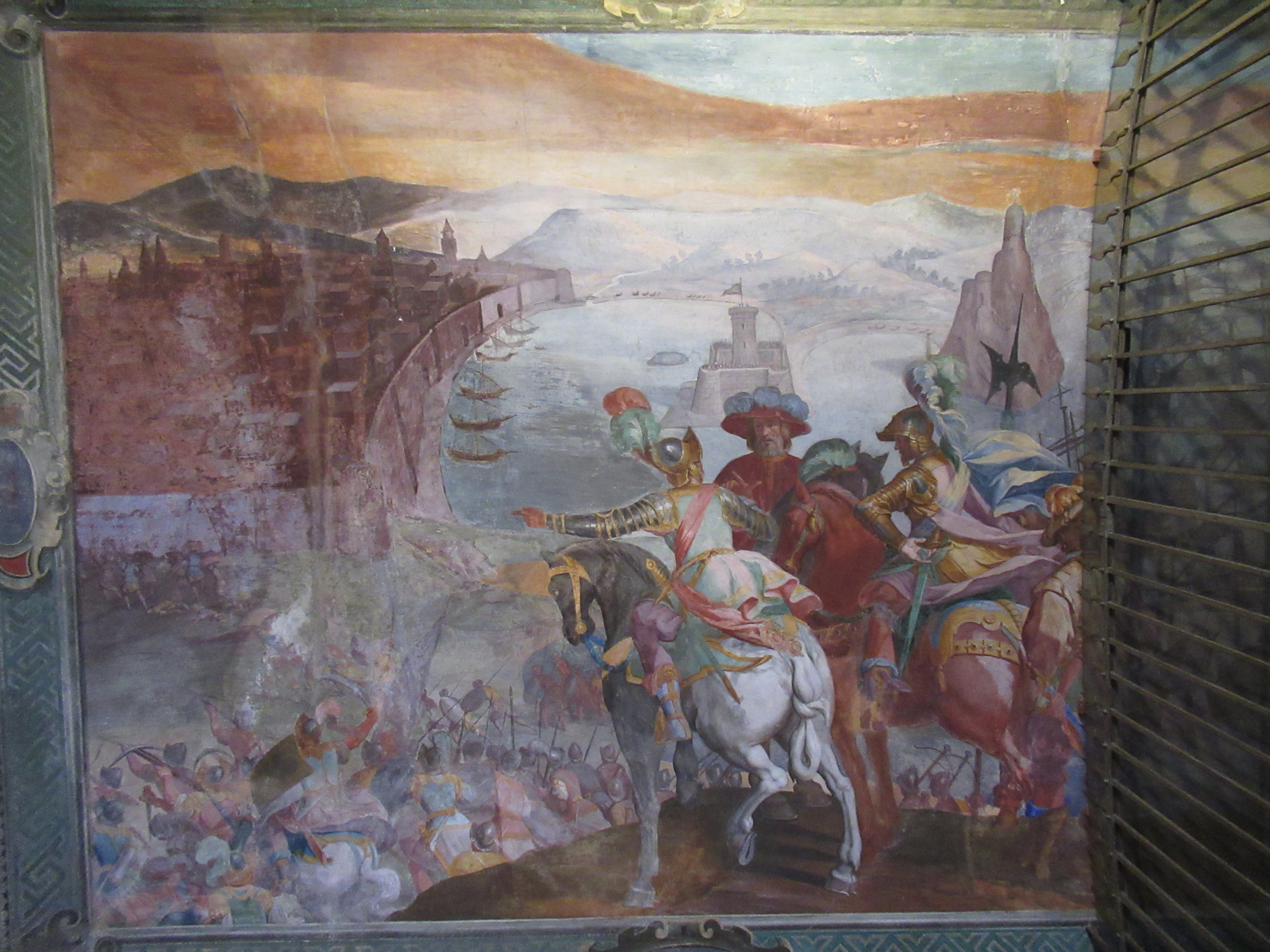
Раффаэле Адорно осаждает город Тунис. 1624. Фреска. Палаццо Каттанео-Адорно, Генуя
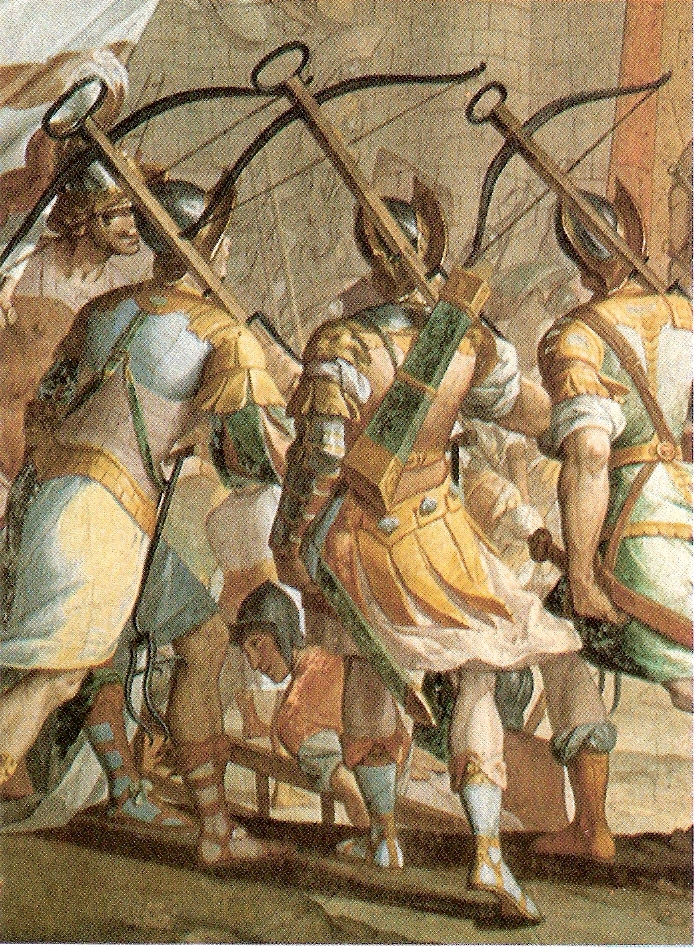
Деталь фрески изображающая участие генуэзских арбалетчиков в осаде Иерусалима
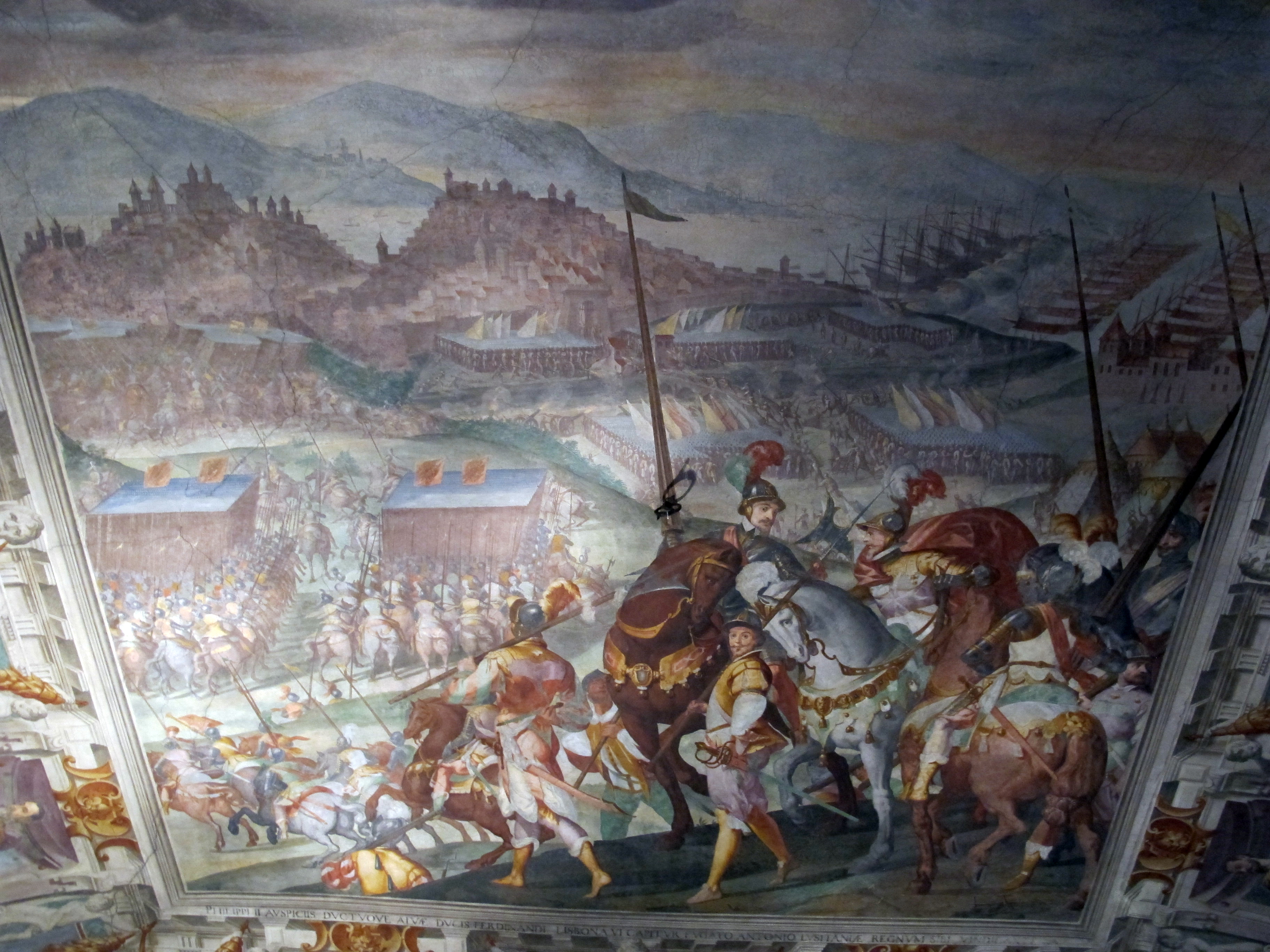
Лиссабон, осаждённый армией герцога Альбы. Ок. 1620. Фреска плафона. Палаццо Спинола ди Пеличчерия, Генуя